# Myszadła
Myszadła – wieś w Polsce położona w województwie mazowieckim, w powiecie wołomińskim, w gminie Jadów. Ma status sołectwa.
W latach 1954–1961 wieś należała i była siedzibą władz gromady Myszadła, po jej zniesieniu w gromadzie Jadów. W latach 1975–1998 miejscowość administracyjnie należała do województwa siedleckiego.
Wierni Kościoła rzymskokatolickiego należą do parafii św. Jakuba Apostoła w Jadowie.